# Museu Histórico e Pedagógico Brigadeiro Tobias Aguiar
Museu Histórico e Pedagógico Brigadeiro Tobias Aguiar é um museu brasileiro localizado na cidade de Sorocaba. Possui exposição permanente sobre a temática tropeira e um rico acervo formado por telas, pinturas, mobiliário e utensílios do cotidiano tropeiro.

## Histórico
O Museu histórico e pedagógico Brigadeiro Tobias Aguiar foi criado na década de 1950, no contexto em que Sólon Borges dos Reis, o então Diretor Geral do Departamento de Educação da Secretaria de Estado dos Negócios da Educação, propôs ao secretário Vicente de Paula Lima a criação dos primeiros museus históricos e pedagógicos, conhecidos pela sigla "MHP". A intenção era a de criar centros de memória e de pesquisa acerca da vida dos quatro presidentes republicanos oriundos do estado de São Paulo. Num primeiro momento, foram criados os museus históricos e pedagógicos nas cidades de Piracicaba, Campinas, Guaratinguetá e Batatais.
Mais pontualmente no ano de 1957, Borges dos Reis afasta-se da Secretaria de Educação e convida Vinício Stein Campos para assumir a direção do Serviço de Museus Históricos. Nesse mesmo ano, é proposta a criação de mais cinco museus o de Capivari, Santos, Pindamonhangaba) e Porto Feliz, além do próprio MHP Brigadeiro Tobias Aguiar, na cidade de Sorocaba.

### Dirigentes
- Vera Ravagnani Job[2]

## Brigadeiro Tobias Aguiar
Rafael Tobias de Aguiar (Sorocaba, 4 de outubro de 1794 — litoral do Rio de Janeiro, 7 de outubro de 1857) foi um líder político e militar paulista. Conhecido como "Brigadeiro Tobias de Aguiar", foi um dos líderes do partido liberal paulista na primeira metade do Século XIX e um dos líderes da Revolução Liberal de 1842, em São Paulo. Casou-se com a Marquesa de Santos, Domitila de Castro Canto e Melo em 1842.
É o patrono da Polícia Militar do Estado de São Paulo e seu nome homenageia o primeiro batalhão de Choque, chamado Batalhão Tobias de Aguiar, responsável pela ROTA - Rondas Ostensivas Tobias de Aguiar. Faleceu em viagem da cidade de Santos para o Rio de Janeiro, a bordo do vapor Piratininga, no dia 7 de outubro de 1857, aos 63 anos.